# Ipotesi delle quattro fonti

Ipotesi delle quattro fonti

L'ipotesi delle quattro fonti è una soluzione proposta per il problema sinottico secondo la quale esistono quattro fonti distinte del Vangelo secondo Matteo e del Vangelo secondo Luca: il Vangelo secondo Marco e le ipotetiche fonti Q, M ed L. È una modifica della teoria delle due fonti, l'ipotesi maggiormente accettata come soluzione del problema sinottico.
L'ipotesi fu proposta nel 1924 da Burnett Hillman Streeter, che la derivò dall'ipotesi delle due fonti aggiungendovi le fonti M ed L. Secondo l'analisi di Streeter, il materiale presente nel Vangelo secondo Luca ma assente nel Vangelo secondo Marco deve provenire da almeno due fonti differenti, la fonte Q (una fonte dei detti di Gesù la cui esistenza è postulata dalla teoria delle due fonti) e la fonte 'L'; in modo simile egli affermò l'esistenza di una fonte peculiare per il Vangelo secondo Matteo, che chiamò 'M', oltre a Q. Secondo Streeter, l'autore di Matteo non conosceva la fonte L e quello di Luca non conosceva la fonte M.
La fonte M ha un carattere giudaico, che ne suggerisce l'origine a Gerusalemme; la fonte L è stata assegnata da Streeter a Cesarea marittima, e avrebbe ispirato Luca attraverso un proto-Luca intermedio; la fonte Q proverrebbe invece da Antiochia e sarebbe stata la traduzione antiochena di un documento originariamente scritto in aramaico, forse dall'apostolo Matteo per i cristiani galilei.
Secondo questa ricostruzione, il Vangelo secondo Matteo è il risultato delle tradizioni di Gerusalemme, Antiochia e Roma, mentre il Vangelo secondo Luca unirebbe tradizioni cesareensi, antiochene e romane: le fonti di queste due ultime tradizioni sarebbero state incluse per l'influenza delle relative Chiese.